# Хит (популярное произведение)
Хит (англ. hit — удар; удача, успех) — пользующаяся популярностью песня. Так же называют и другие произведения (например фильмы, компьютерные игры), пользующиеся большой популярностью, и товары (хиты продаж). В русском языке — фильм, спектакль или номер, пользующийся большим успехом у публики, «проходящий на ура», рекордсмен кассовых сборов, — традиционно именовался «боевик».

«Спектакль был отлично принят зрителем и тотчас же стал в репертуарe Малого оперного „боевиком“. Не прошёл ещё сезон, а к началу марта 1947 года театр уже отмечал своеобразный юбилей — пятидесятое представление „Войны и мира“ — цифра редкостная для современной оперы». 
В русском языке параллельно с этим термином используется заимствованное из немецкого языка слово «шлягер» (нем. Schlager — ходкий товар, гвоздь сезона) того же буквального значения, которое ныне соотносится, в основном, с эстрадной песней традиционного жанра и популярной музыкой с легко запоминающимся мотивом.

В англоязычных странах термин hit употребляют к попавшему в хит-парад музыкальному альбому или синглу.
В литературе близким по значению является бестселлер. В кинематографе — блокбастер.